# Mietniów

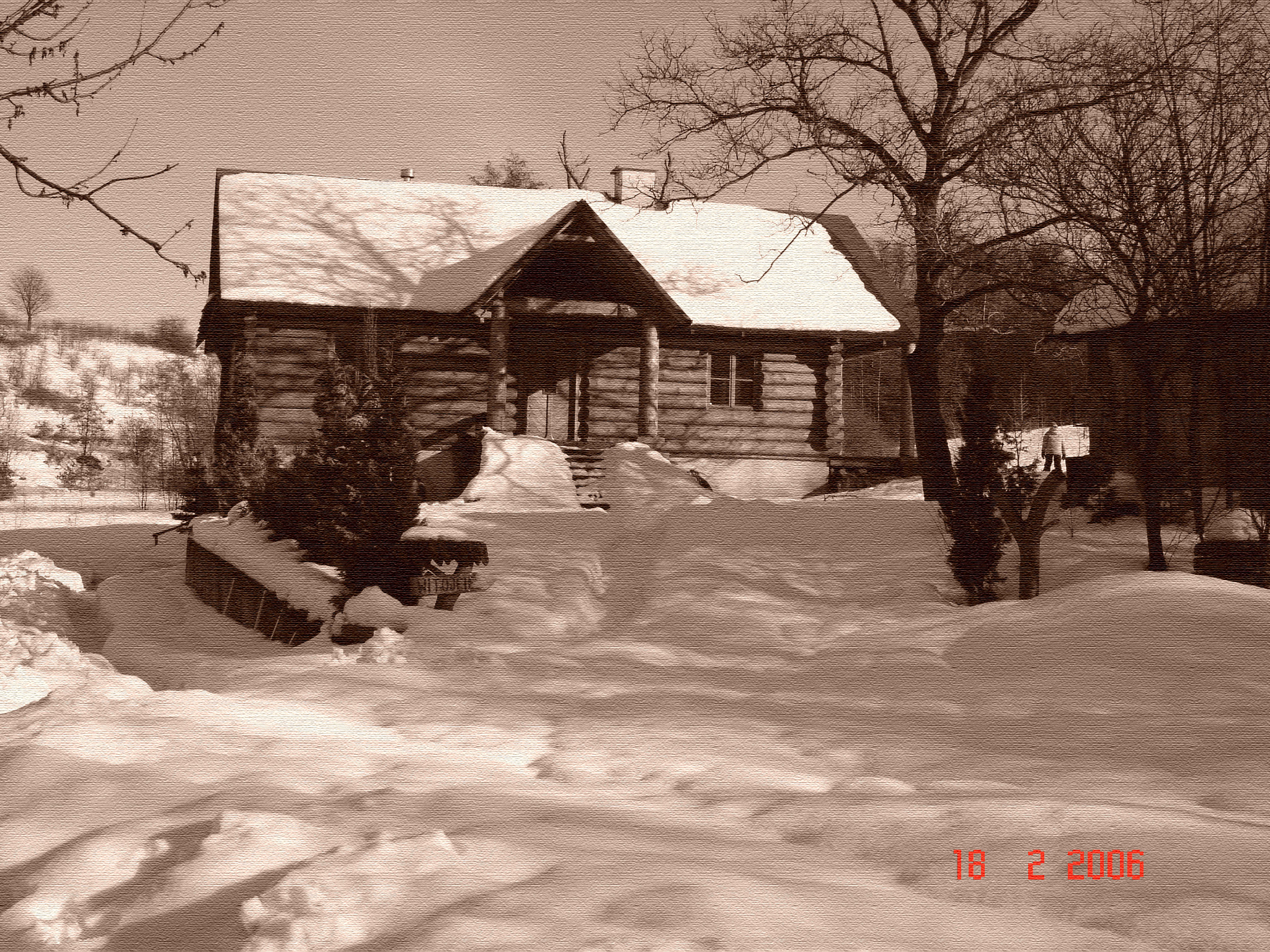

Mietniów – wieś w Polsce położona w województwie małopolskim, w powiecie wielickim, w gminie Wieliczka.
W latach 1975–1998 miejscowość administracyjnie należała do województwa krakowskiego.
We wschodniej części wsi zlokalizowane jest Radiowo Telewizyjne Centrum Nadawcze Kraków / Chorągwica.

## Części wsi
| SIMC    | Nazwa      | Rodzaj    |
| ------- | ---------- | --------- |
| 0341126 | Mogiłki    | część wsi |
| 0341132 | Pasternik  | część wsi |
| 0341149 | Szydłowiec | część wsi |

## Historia
W 1595 roku wieś położona w powiecie szczyrzyckim województwa krakowskiego była własnością kasztelana małogoskiego Sebastiana Lubomirskiego.
Od 1902 roku we wsi istniała 1-klasowa szkoła podstawowa, w 1945 z funduszu mieszkanki Mietniowa – Anny Iskry, która wyemigrowała do USA, postawiono nowy budynek szkoły, dziś nazwany jej imieniem.
We wsi działa ludowy zespół pieśni i tańca „Mietniowiacy”, założony w 1960 roku, kwartet męski Sine Nomine oraz zespół Sine Nomine.
W maju 2010 roku wskutek powodzi osuwająca się ziemia zniszczyła lub uszkodziła infrastrukturę wsi.